# Агирре, Рина
Рина Агирре Амесага (исп. Rhina Aguirre Amézaga; 20 мая 1939 — 30 октября 2021) — боливийская активистка в защиту прав людей с инвалидностью, политик и социолог, бывшая сенатором от Тарихи в 2010—2015 годах.
Агирре изучала педагогику, проходя послушничество в школе Санта-Ана. Хотя она так и не дала вечные обеты, но по-прежнему оставалась глубоко вдохновлена верой и теологией освобождения, объединявшей христианскую доктрину с левыми идеями. Противница военных диктатур 1970-х и 1980-х годов, Агирре была среди первых активистов правозащитного движения в стране.
Выдворенная в Эквадор режимом Гарсиа Месы, она сотрудничала с прогрессивным католическим епископом Леонидасом Проаньо, крестьянскими и другими общественными организациями страны. Ослепшая на оба глаза из-за токсоплазмоза, Агирре занялась защитой прав инвалидов, войдя по возвращении в Боливию в совет департамента по делам людей с инвалидностью. В 2009 году она присоединилась к Движению к социализму и была избрана от Тарихи в Сенат, став первым незрячим человеком в истории Боливии, занявшим место в парламенте.

## Ранние годы
Рина Агирре родилась 20 мая 1939 года в Тарихе в семье Люсии Амесаги де Амеллер (родом из Камарго) и Умберто Агирре Аоиса, ремесленника-ювелира и ветерана войны в Чако из Сукре. Старшая из трёх братьев и сестер, Агирре провела свое детство в относительной бедности, её воспитывали в основном отец и мачеха, поскольку её биологическая мать умерла, когда Агирре было 5 лет. Отец Агирре зарабатывал на жизнь, управляя небольшим часовым магазином в городе. Коммунист, хорошо разбиравшийся в марксистско-ленинской теории, Умберто Агирре привил своей дочери чувство классового сознания и важности борьбы с социальным неравенством.
Я тогда мало чего понимала из того, что он говорил… Мне не нравилось это слово (борьба). Я сразу представляла эти борцовские шоу… Папа объяснил мне, что речь идет не о таком виде борьбы, а о постоянных работе и движении; он призывал меня читать, чтобы лучше разбираться.
— Рина Агирре
Агирре получила начальное и среднее образование в религиозной школе Санта-Ана, находящейся в ведении женского монастыря. Она изучала педагогику и в конечном итоге присоединилась к коллективу школы в качестве учительницы, а затем её директора. В это время Агирре также прошла новициат, хотя в конечном итоге решила не принимать последние обеты . Несмотря на это, её опыт общения с монахинями сделал её приверженкой теологии освобождения, синтезировавшей христианские верования с левыми идеологическими ценностями. Она применила эти идеи в своей профессии педагога, став сторонницей альтернативного религиозного образования и образования для взрослых . Работая на радио, она сотрудничала с Фондом культурных действий Лойолы над созданием образовательных программ.

### Политическая активность
Параллельно с прочей деятельностью Агирре изучала социологию и занималась социальной работой. Стойкая противница военных диктатур того времени, она была среди первых активистов зарождающегося в стране движения за права человека и основателей Постоянной ассамблеи по правам человека в 1970 году. Вынужденная покинуть страну за свою оппозиционную деятельность против ультраправого режима Гарсиа Месы, Агирре нашла убежище в Эквадоре, где она сотрудничала с епископом Леонидаса Проаньо и его служением среди коренного населения Риобамбы. Позже она перебралась в Кито, где работала вместе с местными крестьянскими организациями и социальными движениями. Наконец, обосновавшись в Пуйо, Агирре работала в муниципальном департаменте культуры. Примерно в это время Агирре заразилась токсоплазмозом — паразитарным заболеванием, передающимся кошками. К 1983 году из-за этой болезни она полностью ослепла на оба глаза.
С восстановлением демократии в Боливии Агирре вернулась в Тариху, где снова посвятила себя активизму в области прав человека. Многие правозащитники Боливии, противостоявшие крайне правым военным диктатурам 1970-х и 1980-х годов, продолжили свою оппозицию уже по отношению к неолиберальному экономическому курсу новых демократических правительств, ликвидировавших многие государственные социальные службы страны. Со своей стороны, Агирре сосредоточила свои усилия на правах инвалидов, присоединившись в 2000 году к совету департамента по делам людей с инвалидностью, где занимала должность главы организации по здравоохранению и образованию.

## Палата сенаторов
В 2009 году общественное признание её работы побудило правящее Движение к социализму (MAS-IPSP) предложить Агирре присоединиться к партийному списку кандидатов в департаменте Тариха. Хотя поначалу она колебалась, Агирре приняла это выдвижение. Набрав 51,09 % голосов, он была избрана сенатором MAS от этого департамента наряду с певцом Хуаном Энрике Хурадо. При этом она стала первым слепым человеком, когда-либо занявшим место в парламенте в истории Боливии .
На протяжении всего своего сенаторского срока Агирре продолжала продвигать законодательство в пользу людей с инвалидностью, что увенчалось принятием в 2012 году Общего закона о людях с инвалидностью, способствовавшего их доступу к занятости, равным возможностям и социальной интеграции. По завершении своего срока Агирре не была номинирована на переизбрание, но продолжала активно заниматься политикой, в течение некоторого времени являясь заместителем председателя филиала MAS в Тарихе.

## Личная жизнь и смерть
Находясь в изгнании, Агирре познакомилась с Карлосом Саманиего, эквадорским социологом из Лохи, за которого в итоге вышла замуж. Сторонник Коммунистической партии Эквадора, Саманьего сопровождал свою жену по её возвращению в Боливию, где также вступил в MAS; в 2010 году он был назначен омбудсменом Тарихи, а позже занимал должность координатора департамента Министерства автономии в Тарихе. Из-за токсоплазмоза у Агирре при попытках завести детей произошло несколько выкидышей, и эта ситуация заставила супругов выбрать усыновление. Её сын, Карлос Сауль Саманиего, родился в Вилькабамбе и изучал промышленное проектирование в Эквадоре.
Агирре умерла 30 октября 2021 года в возрасте 82 лет. Её кончину почтила Палата сенаторов, которая через два дня после её смерти выпустила официальное посмертное признание её деятельности.